# Symbittacus
Symbittacus is een geslacht van schorpioenvliegachtigen (Mecoptera) uit de familie hangvliegen (Bittacidae). 

## Soort
Symbittacus omvat de volgende soort:
- Symbittacus scitulus Byers, 1986